# Sierra de Aguas
Sierra de Aguas är ett berg i Spanien.   Det ligger i provinsen Provincia de Málaga och regionen Andalusien, i den södra delen av landet, 400 km söder om huvudstaden Madrid. Toppen på Sierra de Aguas är 924 meter över havet.
Terrängen runt Sierra de Aguas är huvudsakligen kuperad. Runt Sierra de Aguas är det ganska tätbefolkat, med 72 invånare per kvadratkilometer. Närmaste större samhälle är Alora, 6,9 km sydost om Sierra de Aguas. 